# Meroncidius ochraceus
Meroncidius ochraceus är en insektsart som först beskrevs av Stoll, C. 1813.  Meroncidius ochraceus ingår i släktet Meroncidius och familjen vårtbitare. Inga underarter finns listade i Catalogue of Life.